# Anstalten Hällby
Anstalten Hällby är en sluten anstalt belägen nära Tumbo, cirka 13 km utanför Eskilstuna mellan Hällbybrunn och Kvicksund.

## Historik
Anstalten byggdes 1958 som en ungdomsanstalt. I mitten av 1970-talet blev anstalten en så kallad riksanstalt med hela Sverige som upptagningsområde. Anstalten byggdes ut 1994 med en bostadsavdelning och fick då ytterligare 32 platser.

### Gisslandrama 2004
Ett gisslandrama utspelade sig på Hällbyanstalten 2004. Då tog två av fångarna som befann sig på en avdelning för ”svårmotiverade” en kvinnlig vårdare som gisslan, hotade kvinnan med ett egentillverkat stickvapen och förde henne till en annan avdelning där de barrikaderade sig. Efter sex timmars förhandlingar gav fångarna upp. Den kvinnliga vårdaren fick inga fysiska skador.

### Gisslandrama 2021
Den 21 juli 2021 vid 12-tiden tog två intagna två kriminalvårdare som gisslan och barrikaderade sig med dessa i ett vaktutrymme. En person i gisslan släpptes vid 19-tiden, den andra personen i gisslan släpptes vid 21-tiden. De båda gärningsmännen gav därefter upp, greps och fördes till polishuset i Eskilstuna. Brottsrubricering är människorov i två fall. 